# 機内エンターテインメント

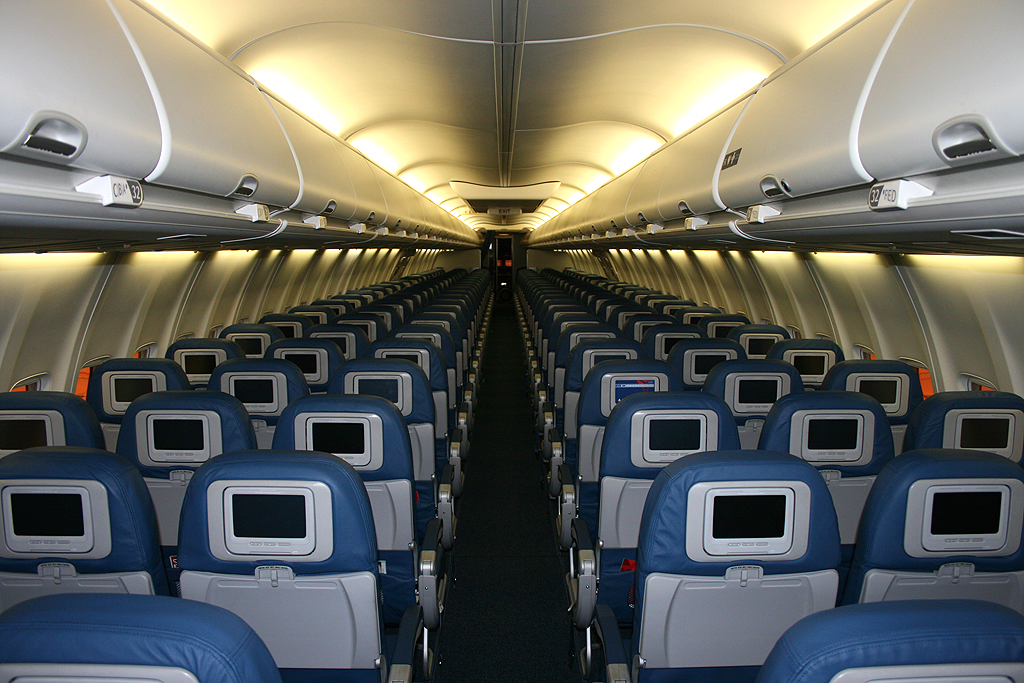
デルタ航空のボーイング737 ネクストジェネレーションに搭載された個人用IFEモニター

機内エンターテインメント（きないエンターテインメント、英語: In-flight entertainment (IFE)）とは、飛行中に航空機の乗客が利用できるエンターテインメントを指す。1936年、飛行船ヒンデンブルクは、乗客にピアノ、ラウンジ、ダイニングルーム、喫煙室、バーを提供していた。2+1⁄2 -ヨーロッパとアメリカ間の日中便。第二次世界大戦後、IFEは飲食サービスの形で提供され、長時間の飛行中に時折、映写機による映画が上映されていた。1985年に最初のポータブルメディアプレーヤーが乗客に提供され、1989年にノイズキャンセリングヘッドフォンも提供された。その後、乗客が期待できる最大のものは、キャビンの正面にあるスクリーンに投影された映画で、座席のヘッドフォン端子で聞くことができた。
1990年代以降は、IFEの充実が航空機の客室設計に大きな影響を与えた。現在、ほとんどの航空機では、個人用IFEモニターが提供されてきている。エコノミークラスなど個人用IFEモニターが提供されない航空機もあるが、その代わりに機内Wi-Fiインターネット接続サービスが提供されるなど、フライト中に個人のスマートフォン、タブレット端末などでインターネットやビデオゲームが利用できるなどサービスは充実している。
IFEの設計上の課題には、システムの安全性、コスト効率、ソフトウェアの信頼性、ハードウェアのメンテナンス性、ユーザーへの適合性などが挙げられる。機内エンターテイメントは、コンテンツサービスプロバイダーによって管理されることがよくある。